# Sistema cistercense di notazione numerica
Il sistema cistercense di notazione numerica, o «Notae Elegantissimae», è un sistema di numerazione utilizzato dai monaci nell'Europa del Medioevo. Consente di codificare i numeri da 1 a 9999 su un unico simbolo.
Questo sistema è stato descritto nel libro The Ciphers of the Monks: a Forgotten Number-notation of the Middle Ages di David A. King, pubblicato nel 2001.

## Descrizione
Il sistema utilizza una linea retta verticale come simbolo principale. Questo simbolo rappresenta un asse che divide il piano bidimensionale in quattro quadranti. Ognuno di questi quattro quadranti indica una delle quattro cifre: il quadrante in alto a destra indica la cifra delle unità, il quadrante in alto a sinistra indica la cifra delle decine, il quadrante in basso a destra indica la cifra delle centinaia e il quadrante in basso a sinistra indica la cifra delle migliaia. Il numero può quindi essere determinato mediante ispezione visiva, vale a dire che non era destinato a consentire operazioni aritmetiche, ma solo annotazioni di riferimenti.
Qualche esempio:

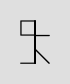
1492
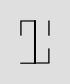
1776
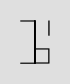
1916
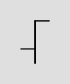
2001
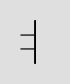
2020